# Caridem d'Eubea
Caridem d'Eubea (grec antic: Χαρίδημος, Kharídēmos, llatí: Charidemus) fou un general de l'antiga Grècia natural d'Òreos, a l'illa d'Eubea. Era fill d'una dona d'Òreos i d'un pare desconegut. Va començar la carrera com a soldat i va esdevenir després comandant d'un vaixell pirata, i finalment capità d'una banda de mercenaris, amb la qual va entrar al servei d'Atenes sota Ifícrates, que havia estat enviat contra Amfípolis el 367 aC.
El 364 aC Amfípolis es va rendir als atenesos i va entregar ostatges contra la promesa que Ifícrates seria substituït per Timoteu. Ifícrates va confiar els ostatges a Caridem que els va retornar a la ciutat tot i que Atenes demanava el seu enviament; llavors Caridem va fugir a la cort de Cotis I, rei odrisi de Tràcia, que en aquell moment era enemic d'Atenes.
El 360 aC quan Timoteu meditava un nou atac a Amfípolis, Caridem es va posar al servei d'Olint, que el va enviar a la ciutat per ajudar en la seva defensa, però quan passava per Càrdia o Càrdia fou agafat pels atenencs; llavors es va posar al seu servei per lluitar contra Olint. Fracassat Timoteu a Amfípolis, Caridem va creuar a l'Àsia Menor i es va posar al servei de Mèntor i Memnó de Rodes, cunyats d'Artabazos II, que havia estat empresonat per Autofradates, i exigien la seva llibertat.
Va ocupar les ciutats d'Escepsis, Cebrene i Ílion, i es va declarar llavors contra els seus amos; Artabazos havia estat alliberat i l'amenaçava, i Caridem va demanar ajut a Atenes, a la qual va prometre recuperar el Quersonès Traci. Artabazos finalment el va deixar partir lliurement seguint el consell de Memnó i Mentor, abans que arribés l'esquadró atenenc a l'Hel·lespont, dirigit per Cefisòdot.
Caridem no va complir amb la seva promesa als atenencs i es va posar altre cop al servei de Cotis I amb la filla del qual es va casar. Va assetjar llavors Crítote i Eleünt. A la mort de Cotis el 359 aC el van succeir tres fills, entre els quals Cersobleptes I, i el 358 aC aquest rei li va encarregar la lluita contra els atenesos per la possessió del Quersonès. Va trobar un motiu per enfrontar-se al seu amic Cefisòdot i finalment va arribar a un acord amb aquest que era molt desfavorable per Atenes.
Atenodor, aliat dels reis tracis Berisades i Amàdoc, germans de Cersobleptes, i aprofitant la indignació que havia provocat la mort de Miltòcites a Càrdia (instigada per Caridem) va imposar a Caridem un nou tractat que establia el reconeixement pel rei de Tràcia dels regnes dels seus dos germans i el lliurament del Quersonès a Atenes; els atenesos havien d'enviar una força militar, però quan el general Càbries va arribar amb només un vaixell, Caridem va denunciar el tractat i va imposar al general atenenc un nou tractat molt desfavorable per Atenes (més encara que el de Cefisòdot) que fou rebutjat per Atenes.
Finalment, el general Cares va anar al Quersonès amb forces suficients i va imposar a Caridem la ratificació del tractat fet amb Atenodor, excepte la ciutat de Càrdia que era retinguda per Caridem. Els oradors partidaris de Caridem a Atenes van convèncer el poble que havia cedit Quersonès de bon grau i li fou atorgada pels seus serveis la ciutadania atenenca i una corona d'or (357 aC).
El 352 aC els atenesos esperaven valer-se de Caridem per recuperar Amfípolis, i es va passar un decret (al qual es va oposar Demòstenes) que establia la condició d'inviolable de Caridem en tot l'imperi atenenc.
El 349 aC fou cridat el general Cares, i substituït en el comandament de la guerra d'Olint per Caridem. Aliat amb els olintis va saquejar Pal·lene i el territori de la Bòtia, que sembla que era en poder de Filip II de Macedònia, però la seva conducta a Olint va provocar ofenses, i fou cridat a Atenes i substituït per Cares (348 aC).
No torna a ser esmentat pràcticament més endavant, però s'ha pogut reconstruir una mica dels fets, sovint atribuïts a Caridem d'Atenes l'ambaixador. Després de Queronea el partit de la guerra el volia portar al poder però el tractat de pau va assegurar el poder de Foció. Fou un dels generals atenencs la rendició dels quals fou exigida per Alexandre el Gran el 335 aC però es va poder escapar a Pèrsia on Darios III de Pèrsia el va rebre amb satisfacció, però com que es va mostrar disconforme amb els preparatius del rei a la vetlla de la batalla d'Issos, fou executat (333 aC).